# Chinacapsus
Chinacapsus is een geslacht van wantsen uit de familie van de Miridae (Blindwantsen). Het geslacht werd voor het eerst wetenschappelijk beschreven door Wagner in 1961.

## Soorten
Het genus bevat de volgende soorten:

- Chinacapsus atlanticus (China, 1938)
- Chinacapsus chaoensis (Wagner, 1961)
- Chinacapsus distinctus (China, 1938)
- Chinacapsus elongatus (China, 1938)
- Chinacapsus intermedius (Wagner, 1961)
- Chinacapsus limbatellus (Puton, 1889)
- Chinacapsus parvus (Wagner, 1961)
- Chinacapsus proteus (Puton, 1889)
- Chinacapsus similis (China, 1938)
- Chinacapsus whitei (Wollaston, 1858)
- Chinacapsus wollastoni (Reuter, 1876)